# 타마 (고양이)

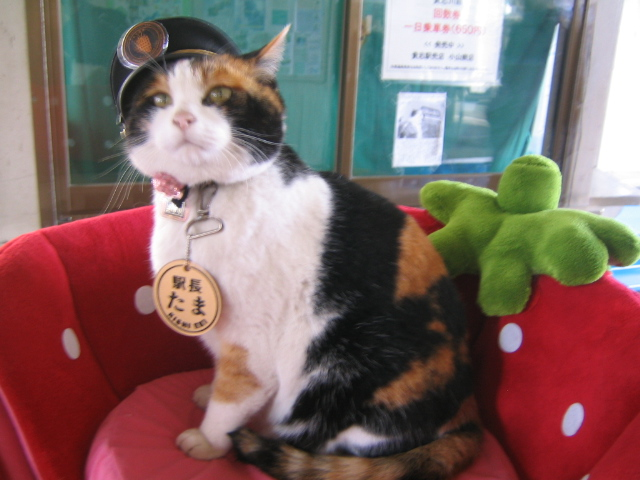
타마 역장

타마(일본어: たま, 1999년 4월 29일 - 2015년 6월 22일)는 일본의 와카야마현 기노카와시에 살았던 암컷 고양이이다. 와카야마 전철 기시가와선 기시역에서 역장으로 근무하였다.
2007년 1월 5일, 와카야마 전철로부터 정식으로 역장으로 임명이 되었다. 타마가 하는 주요 업무는 손님들을 이끄는 광고와 같은 역할을 한다. 임기는 없고 종신고용이며, 보수는 연봉으로서 고양이 사료 1년분이다.
타마가 역장하면서 승객이 증가하고 관광지로서 어필이 되자, 회사에서 "슈퍼 역장", "와카야마 전철 집행 임원"의 칭호를 내렸고 와카야마현에서 "와카야마현 훈공작(일본어: 和歌山県勲功爵, わかやま で ナイト)"라는 칭호를 내렸다. 2011년 1월에는 대한항공의 광고에 출연했다.
타마는 역의 매점인 코야마 상점(일본어: 小山商店)의 집고양이이다. 같이 사는 암코양이의 치비(일본어: ちび, 2000년 5월 12일 ~ )와 타마의 모친인 미코(일본어: ミーコ, 1998년 10월 3일 ~ 2009년 7월 20일)도 조역으로 취임했다. 이 중 미코는 타계한 후의 7월 26일에 "종신조역" 이라고 여겨졌다.
타마는 2015년 5월부터 만성비염으로 입원과 퇴원을 반복하다 같은 해 6월 22일 급성 심부전증으로 세상을 떠났다.
그의 후임 고양이는 최근에 임명된 니타마로 되어 있다.

## 같이 보기
- 내각부 수석 쥐잡이